# Drumuri europene în România
Drumurile europene care străbat România sunt următoarele:
Clasa A:

- E58: (Austria, Slovacia, Ucraina) – Halmeu – Baia Mare - Dej – Bistrița – Suceava – Botoșani – Târgu Frumos – Iași – Sculeni – (Republica Moldova, Ucraina, Rusia)
- E60: (Franța, Elveția, Austria, Ungaria) – Borș – Oradea – Cluj-Napoca – Turda – Târgu-Mureș – Brașov – Ploiești – București – Urziceni – Slobozia – Constanța
- E68: (Ungaria) – Nădlac – Arad – Deva – Sebeș – Miercurea Sibiului – Sibiu – Brașov
- E70: (Spania, Franța, Italia, Slovenia, Croația, Serbia) - Timișoara – Drobeta-Turnu Severin – Craiova – Alexandria – București – Giurgiu – (Bulgaria, Turcia, Georgia)
- E79: (Ungaria) – Borș – Oradea – Beiuș – Deva – Petroșani – Târgu Jiu – Filiași – Craiova – Calafat – (Bulgaria, Grecia)
- E81: (Ucraina) – Halmeu – Livada - Satu Mare – Zalău – Cluj-Napoca – Turda – Sebeș – Miercurea Sibiului – Sibiu – Pitești – București - Constanța
- E85: (Lituania, Belarus, Ucraina) – Siret – Suceava – Roman - Bacău – Buzău – Urziceni – București – Giurgiu - (Bulgaria, Grecia)
- E87: (Ucraina) – Galați – Brăila – Tulcea – Constanța – Vama Veche – (Bulgaria, Turcia)

Clasa B:
- E574: Bacău - Onești - Târgu Secuiesc – Brașov – Pitești – Craiova
- E576: Cluj-Napoca – Dej
- E577: Buzău – Ploiești
- E578: Sărățel – Reghin – Toplița – Gheorgheni – Miercurea Ciuc – Sfântu Gheorghe – Chichiș
- E581: Mărășești – Tecuci – Bârlad - Huși – Albița – (Republica Moldova, Ucraina)
- E583: Roman – Săbăoani – Iași – Sculeni – (Republica Moldova, Ucraina)
- E584:  (Ucraina, Republica Moldova) – Galați – Slobozia
- E671: Timișoara – Arad – Oradea – Satu Mare - Livada
- E673: Lugoj – Deva
- E675: Constanța – Agigea – Negru Vodă – (Bulgaria)
- E771: Drobeta-Turnu Severin – Porțile de Fier – (Serbia)